# Шамотули (гміна)
Гміна Шамотули (пол. Gmina Szamotuły) — місько-сільська гміна у північно-західній Польщі. Належить до Шамотульського повіту Великопольського воєводства.
Станом на 31 грудня 2011 у гміні проживало 29404 особи.

## Територія
Згідно з даними за 2007 рік площа гміни становила 175.07 км², у тому числі:
- орні землі: 75.00%
- ліси: 14.00%

Таким чином, площа гміни становить 15.64% площі повіту.

## Населення
Станом на 31 грудня 2011:
| Опис     | Загалом | Загалом | Чоловіки | Чоловіки | Жінки | Жінки |
| -------- | ------- | ------- | -------- | -------- | ----- | ----- |
| одиниця  | осіб    | %       | осіб     | %        | осіб  | %     |
| все      | 29404   | 100     | 14238    | 48.42    | 15166 | 51.58 |
| міське   | 19037   | 100     | 9074     | 47.67    | 9963  | 52.33 |
| сільське | 10367   | 100     | 5164     | 49.81    | 5203  | 50.19 |

## Сусідні гміни
Гміна Шамотули межує з такими гмінами: Казьмеж, Обжицько, Оборники, Остроруґ, Пневи, Рокетниця.